# Lygaeus celasensis
Espèce
Lygaeus celasensis est une espèce fossile d'insectes du sous-ordre des hétéroptères (punaises), de la famille des Lygaeidae, dans le genre Lygaeus.

## Classification
L'espèce Lygaeus celasensis est décrite en 1937 par le paléontologue français Nicolas Théobald (1903-1981) dans sa thèse,. 

### Fossiles
L'holotype, référencé C45, de l'ère Cénozoïque et de l'époque Éocène (38 à 33,9 Ma), fait partie des collections du Musée de Marseille et vient du gisement fossile de la formation de Célas dans le Gard.

### Étymologie
L'épithète spécifique celasensis signifie en latin « de Célas » ou « Célasien » évoquant le lieu de découverte, la formation de Célas.

## Description

### Caractères
La diagnose de Nicolas Théobald en 1937, : 

« Insecte de teinte brun-noirâtre, il est couché sur le ventre et n'est conservé qu'en partie.
Tête triangulaire, presque aussi longue que large, deux yeux arrondis placés sur les côtés et à l'arrière; à travers la tête on voit l'impression du rostre qui est visible en arrière jusqu'à l'apex du prothorax ; plus loin il n'apparait plus. Corselet aux angles postérieurs arrondi, bord postérieur droit, face antérieure à peine échancrée pour loger la tête, côtés latéraux droits et fortement convergents vers l'avant ; surface couverte de points noirs espacés ; écusson en forme de triangle équilatéral, sa surface est lisse, il s'y dessine une arête médiane à peine saillante qui s'étend du milieu de l'apex. Abdomen allongé, subcylindrique, se rétrécissant à peine vers l'arrière ; 6 segments sont visibles, leur longueur est à peu près constante, les stigmates sont arrondis; on voit des fragments de pattes, en particulier le fémur et le tibia II de droite et le fémur III de gauche. La partie basale de hémélytres est de même conservée en partie. ».

### Dimensions
La longueur totale du corps est 6 mm, celle de la tête de 0,75 mm, du prothorax de 1,4 mm et celle de l'abdomen de 3,75 mm.

### Affinités
« L'échantillon appartient certainement à la famille des Lygaeidés. Les yeux touchent le bord antérieur du pronotum, les angles postérieurs de ce dernier sont arrondis, le bord apical est droit, comme c'est le cas dans le g. Lygaeus. Malheureusement, la conservation incomplète ne permet pas de le comparer d'une façon précise avec les espèces actuelles. 
Les formes fossiles d'Œningen et de Radoboj sont de taille plus grande. »

## Biologie
« Le g. Lygaeus est universellement réparti. ».

### Publication originale
- [1937] Nicolas Théobald, « Les insectes fossiles des terrains oligocènes de France 473 p., 17 fig., 7 cartes,13 tables, 29 planches hors texte », Bulletin Mensuel de la Société des Sciences de Nancy et Mémoires de la Société des sciences de Nancy, Imprimerie G. Thomas,‎ 1937, p. 1-473 (ISSN 1155-1119 et 2263-6439, OCLC 786027547). .